# جان براون فرانسیس
جان براون فرانسیس (به انگلیسی: John Brown Francis) سناتور سابق عضو Law and Order بود. وی در سال ۱۸۴۴ تا ۱۸۴۵ میلادی سناتور ایالت رود آیلند در سنای ایالات متحده آمریکا بود.